# Halowe Mistrzostwa Świata w Lekkoatletyce 1989 – bieg na 800 m kobiet

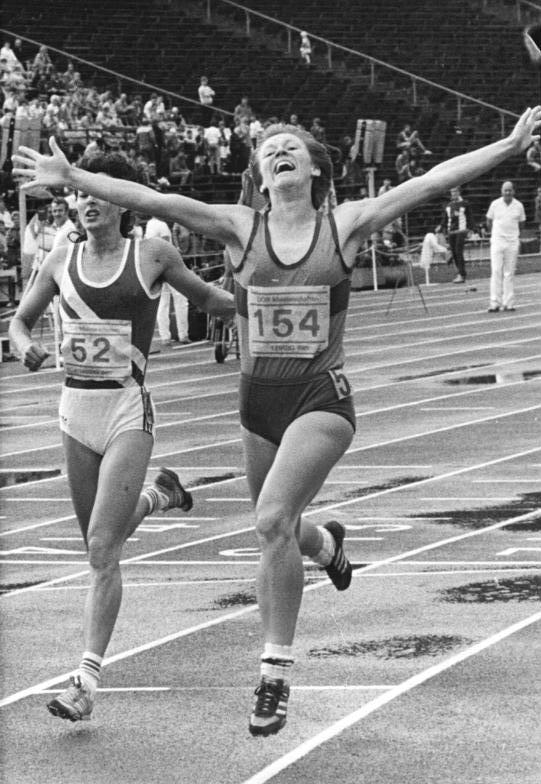
Christine Wachtel

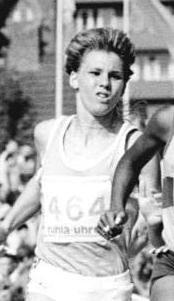
Ellen Kießling

Bieg na 800 metrów kobiet – jedna z konkurencji biegowych rozgrywanych podczas halowych mistrzostw świata w  hali Sport Csárnok w Budapeszcie. Eliminacje zostały rozegrane 4 marca, a bieg finałowy 5 marca 1989. Zwyciężyła reprezentantka Niemieckiej Republiki Demokratycznej Christine Wachtel, która tym samym obroniła tytuł zdobyty dwa lata wcześniej w Indianapolis. W finale ustanowiła rekord mistrzostw z czasem 1:59,24.

## Rezultaty

### Eliminacje
Rozegrano 2 biegi eliminacyjne, do których przystąpiło 11 biegaczek. Awans do finału wywalczyły zawodniczki, które zajęły dwa pierwsze miejsca w swoim biegu eliminacyjnym (Q) oraz dwie zawodniczki z najlepszymi czasami wśród przegranych (q).
Opracowano na podstawie materiału źródłowego.

#### Bieg 1
| Miejsce | Zawodniczka          | Czas    | Uwagi |
| ------- | -------------------- | ------- | ----- |
| 1       | Christine Wachtel    | 2:02,29 | Q     |
| 2       | Tatjana Griebienczuk | 2:02,35 | Q     |
| 3       | Tudorița Chidu       | 2:02,85 |       |
| 4       | Maite Zúñiga         | 2:03,65 |       |
| 5       | Alisa Harvey         | 2:04,03 |       |

#### Bieg 2
| Miejsce | Zawodniczka    | Czas    | Uwagi |
| ------- | -------------- | ------- | ----- |
| 1       | Ellen Kießling | 2:01,74 | Q     |
| 2       | Violeta Bedlea | 2:01,88 | Q     |
| 3       | Joetta Clark   | 2:01,96 | q     |
| 4       | Gabriela Lesch | 2:02,20 | q     |
| 5       | Erzsébet Szabó | 2:03,37 | =     |
| 6       | Marcia Tate    | 2:05,28 |       |

### Finał
Opracowano na podstawie materiału źródłowego.
| Miejsce | Zawodniczka          | Czas    | Uwagi |
| ------- | -------------------- | ------- | ----- |
| 1       | Christine Wachtel    | 1:59,24 | [ 3 ] |
| 2       | Tatjana Griebienczuk | 1:59,53 | [ 3 ] |
| 3       | Ellen Kießling       | 1:59,68 | [ 3 ] |
| 4       | Violeta Bedlea       | 2:00,26 | [ 3 ] |
| 5       | Gabriela Lesch       | 2:01,09 |       |
| –       | Joetta Clark         | DNS     |       |